# Atropha babaulti
Atropha babaulti là một loài tò vò trong họ Ichneumonidae.